# Одбојка за жене на Летњим олимпијским играма 1984.
Шести олимпијски одбојкашки тунир за жене одржан је на Олимпијским играма у Лос Анђелесу 1984. у периоду од 30. јула до 10. августа.
Број учесница и систем такмичења био је исти као и на претходним играма.
СССР се реванширао САД за бојкот Игара у Москви. Одлука о неучествовању образложена је «безбедносним разлозима», а бојкоту се придружило још 18 земаља источног блока (сви сем Румуније).
Тај поступак се одразио и на одбојкашки турнир за жене. Уместо екипа из Кубе, ДДР и СССР које су се квалификовале а које због бојкота нису учествовале позване су екипе из Канаде, Западне Немачке и Јужне Кореје.
Учествовало је осам екипа подељено у две групе А и Б са по четири екипе.
Две првопласиране екипе из обе групе ушле су у полуфинале, где су унакрсно играли А1:Б2 и А2:Б1 по куп систему. Поражени су играли за треће место, а победници за прво, односно за златну медаљу.
По истом систему су играле за пласман од 5 до 8 места екипе које су освојиле 3 и 4 место у групама.
Група А: САД, Кина, Бразил и Западна Немачка
Група Б: Јапан, Перу, Јужна Кореја и Канада

## Резултати

### Група А
| 30. јули  | 10:00 | Кина            | - | Бразил          | 3 - 0 | (15-13,15-10,15-11)           |
| 30. јули  | 18:30 | САД             | - | Западна Немачка | 3 - 0 | (17-15,15-8,15-10)            |
| 1. август | 10:00 | Западна Немачка | - | Кина            | 0 - 3 | (5-15,6-15,3-15)              |
| 1. август | 18:30 | САД             | - | Бразил          | 3 - 2 | (12-15,10-15,15-5,15-5,15-12) |
| 3. август | 10:00 | Бразил          | - | Западна Немачка | 0 - 3 | (9-15,14-16,11-15)            |
| 3. август | 18:30 | Кина            | - | САД             | 1 - 3 | (13-15,15-7,14-16,12-15)      |

### Табела групе А
| rang | land            | G | W | V | Sv | St | Pv  | Pt  | Pts |
| ---- | --------------- | - | - | - | -- | -- | --- | --- | --- |
| 1    | САД             | 3 | 3 | 0 | 9  | 3  | 167 | 139 | 6   |
| 2    | Кина            | 3 | 2 | 1 | 7  | 3  | 144 | 101 | 5   |
| 3    | Западна Немачка | 3 | 1 | 2 | 3  | 6  | 93  | 126 | 4   |
| 4    | Бразил          | 3 | 0 | 3 | 2  | 9  | 120 | 158 | 3   |

### Група Б
| 30. јули  | 10:00 | Перу   | - | Канада       | 3 - 0 | (15-9,15-10,15-4)           |
| 30. јули  | 18:30 | Јапан  | - | Јужна Кореја | 3 - 1 | (8-15,15-11,15-2,15-7)      |
| 1. август | 10:00 | Канада | - | Јужна Кореја | 0 - 3 | (10-15,1-15,3-15)           |
| 1. август | 18:30 | Јапан  | - | Перу         | 3 - 0 | (15-8,15-7,15-5)            |
| 3. август | 10:00 | Перу   | - | Јужна Кореја | 2 - 3 | (8-15,6-15,15-7,15-6,13-15) |
| 3. август | 18:30 | Јапан  | - | Канада       | 3 - 0 | (15-6,15-6,15-6)            |

### Табела групе Б
| rang | land         | G | W | V | Sv | St | Pv  | Pt  | Pts |
| ---- | ------------ | - | - | - | -- | -- | --- | --- | --- |
| 1    | Јапан        | 3 | 3 | 0 | 9  | 1  | 143 | 73  | 6   |
| 2    | Перу         | 3 | 2 | 1 | 6  | 5  | 123 | 125 | 5   |
| 3    | Јужна Кореја | 3 | 1 | 2 | 6  | 6  | 137 | 125 | 4   |
| 4    | Канада       | 3 | 0 | 3 | 0  | 9  | 55  | 135 | 3   |

## Утакмице за пласман

### од 5 до 8 места
| 5. август | 10:00 | Канада       | - | Западна Немачка | 0 - 3 | (5-15,7-15,1-15)         |
| 5. август | 10:00 | Јужна Кореја | - | Бразил          | 3 - 1 | (13-15,15-13,15-9,15-10) |

### 7 место
| 7. август | 10:00 | Канада | - | Бразил | 0 - 3 | (9-15,3-15,8-15) |

### 5 место
| 7. август | 10:00 | Јужна Кореја | - | Западна Немачка | 3 - 0 | (15-10,15-10,15-2) |

### Полуфинале
| 5. август | 18:30 | Перу  | - | САД  | 0 - 3 | (14-16,9-15,10-15) |
| 5. август | 18:30 | Јапан | - | Кина | 0 - 3 | (10-15,7-15,4-15)  |

## 3 место
| 7. август | 16:00 | Јапан | - | Перу | 3 - 1 | (13-15,15-4,15-7,15-10) |

### Финале
| 7. август | 20:00 | Кина | - | САД | 3 - 0 | (16-14,15-3,15-9) |

### Коначна табела
| Пласман | Екипа           |
| ------- | --------------- |
| злато   | Кина            |
| сребро  | САД             |
| бронза  | Јапан           |
| 4       | Перу            |
| 5       | Јужна Кореја    |
| 6       | Западна Немачка |
| 7       | Бразил          |
| 8       | Канада          |

## Састави екипа победница
| 1. | Кина  | Хоу Јуџу, Ђенг Јинг, Ланг Пинг, Ли Јенђуен, Љанг Јен, Суе Хуејђуен, Јанг Сјаођуен, Јанг Силан, Џанг Жунгфанг, Џанг Мејџу, Џу Сјаолан, Џу Линг                          |
| 2  | САД   | Пола Вајшоф, Сузан Вудстра, Рита Крокет, Деби Грин, Лори Флакмејер, Каролин Бекер, Флора Хајман, Џин Бопре, Џули Волертсен, Кимберли Радинс, Роуз Мегерс, Линда Чишолм |
| 3  | Јапан | Јуми Егами, Кими Морита, Јуко Мицуја, Кајоко Сугијама, Мијоко Хиросе, Кјоко Ишида, Норие Хиро, Емико Одака, Мијаџима Кејко, Јоко Кагабу, Сачико Отани, Куми Накада     |